# Карл VIII Люб'язний
Карл VIII Люб'язний (фр. Charles VIII l’Affable; 30 червня 1470 — 7 квітня 1498) — король Франції з 1483 р., з династії Валуа. Успадковував престол у свого батька, Людовика XI Розсудливого, у віці тринадцяти років. Розпочав італо-французькі війни, які продовжувались усю першу половину XVI століття.

## Дитинство і юність
Карл народився в Амбуазі, Французьке королівство і єдиним сином короля Людовіка XI Розсудливого і його другої дружини Шарлотти Савойської, що досяг повноліття. Карл вступив на трон 30 серпня 1483 р., у віці 13 років. Він був слабкий здоров'ям, і, відповідно до побажань Людовіка XI, регентство було передано старшій сестрі Карла, Анні, про яку батько казав, що це — «найменш божевільна жінка у Франції». Анна правила країною як регент разом зі своїм чоловіком П'єром II де Бурбоном до 1491 року.

## Шлюби
У 1482 році Людовик XI та Максиміліан I влаштували шлюб Карла VIII з Маргаритою Австрійською, дочкою імператора Священної Римської імперії Максиміліана I і Марії Бургундської. За посаг до Французького королівства переходили частина Артуа і Бургундії.
Однак у 1488 році, після невдалого падіння з коня помер герцог Бретанський Франциск II, залишивши свою 11-річну старшу дочку Анну як єдину спадкоємицю. Анна, яка прагнула незалежності свого Бретанського герцогства через загарбницькі амбіції Французького королівства, влаштувала шлюб у 1490 р. між собою і Максиміліаном I, який у 1477 р. одружився з Марією Бургундською при таких же обставинах. Французи сприйняли цей шлюб як порушення договору у Верже (оскільки король не санкціював вибір нареченого), а крім того, і як відверто недружній акт — імперія в цей час була ворожа Королівству Франція. Французькі війська вторглися в герцогство і навесні 1491 р., після низки перемог війська Карла VIII і його воєначальника Ла Тремуйль, обложили Ренн, де знаходилася 14-річна правителька Бретані, яка тільки що заочно вступила в шлюб; всю решту території герцогства вони вже контролювали. Цього разу її руки домагався особисто король Карл. У підсумку Анна Бретонська погодилася на заручини.
6 грудня 1491 р. в Ланже відбулося одруження Анни і Карла VIII. 15 лютого 1492 р. законність цього шлюбу була підтверджена папою Інокентієм VIII.
Вирушаючи в Ланже, щоб одружитися з Карлом, Анна демонстративно взяла з собою з Ренна два ліжка, на знак того, що не збирається спати разом з Карлом VIII, який насильно одружився з нею. 8 лютого 1492 р. Анна була коронована як королева-дружина в Сен-Дені. Весь час перебувала при дворі Маргарита Австрійська, яка після заручин була відправлена до свого батька.
Анна I була однією з найпопулярніших правителів Бретані та свого часу найбагатшою жінкою в Європі. Остання спадкоємиця своєї країни, силою зброї вона була змушена вступати у шлюб з правителями Франції, однак вела активну самостійну політику (особливо при другому чоловікові) з метою уникнути анексії Бретані Францією. Покровителька мистецтв та літератури. Перша в Європі принцеса, яка носила на своєму весіллі сукню білого кольору, який раніше того вважався жалобним.. Була дружиною Карла з 15 листопада 1491 по 7 квітня 1498.

## Приєднання Бретані
У перші роки його царювання державою правила його старша сестра, Анна де Боже. Герцог Орлеанський, який бажав захопити владу, уклав союз із герцогом Бретонським Франциском II та іншими принцами і почав війну (що отримала назву Безумної війни). Ла Тремуйль розбив їхнє військо при Сент-Обені (1486 рік) і взяв у полон герцога Орлеанського. Герцог Бретонський мав відшкодувати військові витрати, поступитися кількома прикордонними фортецями і дати обіцянку не видавати своїх дочок у шлюб без згоди короля Франції.
Через кілька місяців він помер, і йому успадковувала його дочка — одинадцятирічна Анна Бретонська. Королі Англії та Іспанії, а також імператор Священної Римської імперії уклали союз з метою перешкодити Карлу заволодіти Бретанью. Анна запропонувала свою руку імператору Максиміліану I, і він обвінчався з нею заочно. Але Анна Боже скликала збори богословів і юристів і вони оголосили цей шлюб недійсним. Тоді Карл став претендентом на руку герцогині Бретанською. Анна Боже зуміла залучити на свій бік бретонське дворянство і герцога Орлеанського: Ла Тремуйль з'явився в Бретань з армією, і герцогиня Анна змушена була погодитися на цей шлюб. 15 листопада 1491 року під виглядом шлюбного контракту здійснилося приєднання Бретані до Французького королівства. Союзників, що почали з цього приводу війну, вдалося легко заспокоїти: Генріха VII — грошима, Максиміліана — поверненням Артуа, Франш-Конте і Шароле, приданого його дочки і колишньої нареченої Карла, Маргарити Австрійської, а короля Кастилії і Арагону Фернандо II — поступкою Руссільону.

## Італійські війни
Потім Карл вирушив до Італії завойовувати Неаполітанське королівство, на яке мав деякі права. У серпні 1494 року Карл перейшов Альпи з численною армією і дійшов до Неаполя, не нанісши жодного удару списом, так як жителі, гноблені своїми правителями, скрізь зустрічали його із захопленням. Він коронувався, прийняв титул короля Неаполітанського, Єрусалимського та імператора Сходу і потім протягом двох місяців святкував свою перемогу. У цей час склалася нова коаліція проти Французького королівства: папа Олександр VI, Венеція, а також колишній союзник Карла Людовіко Сфорца мали затримати французів у долині По, а Максиміліан I, Генріх VII і Фернандо II Арагонський — почати напад на Французьке королівство. Карл призначив герцога Монпансьє віце-королем Неаполя, швидко пройшов Італію, розбив армію союзників при Форново 6 липня 1495 року і повернувся до Франції. Король Фернандо II Арагонський за допомогою іспанців знову опанував Неаполем; герцог Монпансьє помер від чуми, і д'Обіньї привів до Франції залишки французьких гарнізонів. Італійський похід не приніс, таким чином, ніяких результатів.

## Смерть
7 квітня 1498 року Карл помер в Амбуазі: входячи в занадто низькі двері й ударившись головою об одвірок, він дістав струс мозку.
Оскільки всі троє синів Карла та Анни Бретонської померли в дитинстві, а більш близьких родичів по чоловічій лінії не було, то, згідно з салічним законом, йому успадковував Людовик XII, герцог Орлеанський, правнук Карла V Мудрого.

## Спадщина
Карл VIII залишив Французьке королівство в боргах і в безладді в результаті своїх нереалістичних амбіцій. Проте в результаті його правління посилилися культурні зв'язки з Італією, що спонукало французьке мистецтво і літературу до розвитку. Приєднання Бретані остаточно завершило процес об'єднання основного «кельтського» масиву території Французького королівства. Втрачені ж при цьому прикордонні землі були частково повернуті, але вже наступної династією.

## Родина

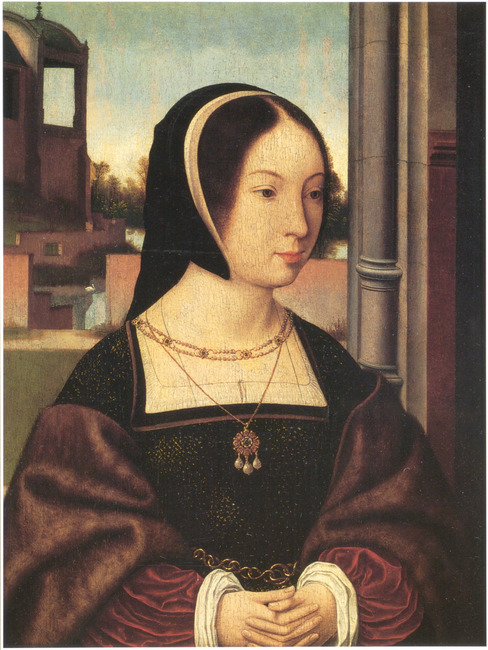
Анна I

Дружина — Анна I (1477 — 1514), герцогиня Бретанська
Діти:
- Карл Орланд (1492 — 1495) — єдина здорова дитина Карла і Анни. Протягом свого життя, спадкоємець французького трону і герцогства Бретань. Помер у віці трьох років від кору.
- Франциск (серпень 1493) — народився на сьомому місяці вагітності. Помер одразу після народження. Похований у Нотр-Дам де Клері.
- Дочка (березень 1494) — будучи вагітною в третій раз Анна уникала подорожі, проживаючи в замку Амбуаз, поблизу Карла Орланда. Однак в лютому 1494 вона супроводжувала короля до Ліону, де він готувався до війни в Італії. Після приїзду 15 березня Анна відвідувала усі церемонії по цьому приводу. У виснаженої королеви відбулись предчасні пологи, дитина народилась мертвою.
- Дочка (березень 1495) — вагітність наступила наприкінці 1494, але в березні наступного року відбулись передчасні пологи, дитина народилась мертвою[2].
- Карл (8 вересня — 2 жовтня 1496) — спадкоємець французького трону і герцогства Бретань. Прожив менше місяця. Похований в соборі Тур. Його смерть спонукала Анну вирушити у паломництво до Мулена.
- Франциск (липень 1497) — спадкоємець французького трону і герцогства Бретань. Прожив декілька годин. Похований в соборі Тур.
- Анна (20 березня 1498) — померла через декілька годин після народження в замку Плессі-ле-Тур. Похована в соборі Тур.

Бастарди від невідомих:
- Христина[3]
- Франсуаза[3]
- Шарлотта[3]
- Луїза
- Маргарита

## В мистецтві

### Кіно
- «Борджіа» (2011) (роль виконав Мішель Мюллер).